# Maria Cäsar
Maria Cäsar (geboren am 13. September 1920 in Prevalje; gestorben am 1. September 2017 in Graz) war eine österreichische Widerstandskämpferin, Zeitzeugin und KPÖ-Aktivistin.

## Leben und Werk
Cäsar wurde in Liescha bei Prävali (Prevalje) im Gebiet Mießtal in Unterkärnten geboren. Dieses Gebiet von Österreich-Ungarns Kronland Kärnten wurde – wie auch Unterdrauburg und Seeland – nach dem Ersten Weltkrieg per Vertrag von Saint-Germain vom September 1919 noch vor der Kärntner Volksabstimmung vom 10. Oktober 1920 in nördlich anliegenden Gebieten dem SHS-Staat, dann Königreich Jugoslawien, heute Slowenien zugeschlagen. Mießtal ist Teil von Slovenska Koroška.
Die Familie übersiedelte bedingt durch die neue Grenzziehung nach Judenburg in der Obersteiermark. Der Vater fand als Maschinist im Gussstahlwerk – heute Stahl Judenburg – Arbeit, die Mutter in der Landwirtschaft. Als Mitglied der Sozialdemokraten spürte die Familie im Februar 1934 zum ersten Mal die Repressalien der Staatsmacht, die einen autoritären Ständestaat ausrief. Als Jugendliche war sie Mitglied der Roten Falken, nach dem Februar 1934 beim Kommunistischen Jugendverband und leistete illegale Arbeit im Untergrund. Schon als 18-Jährige schloss sich Cäsar einer Widerstandsgruppe gegen das NS-Regime an. Am 23. Mai 1939 wurde sie wegen angeblicher Vorbereitung zum Hochverrat von der Gestapo verhaftet und verbrachte 14 Monate im Landesgericht Graz in Untersuchungshaft.
Unmittelbar nach ihrer Enthaftung heiratete sie. Ihr erster Mann war wie sie Mitglied einer Widerstandsgruppe. Kurz nach der Geburt des ersten Kindes im Jahr 1943 fiel ihr Mann an der Ostfront. Maria Cäsar knüpfte in der Folge Kontakte zu jugoslawischen Partisanen und zu Widerstandsgruppen in Judenburg. Als 1944 zunehmend Widerstandsgruppen aufgespürt und deren Mitglieder verhaftet wurden, konnte sie kurz vor dem Zusammenbruch der NS-Regimes bei slowenischen Verwandten untertauchen. Ein enger Mitstreiter wurde hingerichtet.
1950 zog sie von Judenburg nach Graz. Später war Cäsar als Zeitzeugin bemüht, in Vorträgen an Schulen und Bildungseinrichtungen ihre Erfahrungen insbesondere der Jugend weiterzugeben, „zu warnen und zu mahnen, um eine verhängnisvolle Entwicklung zu verhindern.“ Nach dem Krieg war sie langjährige Aktivistin im Bund demokratischer Frauen und in der KPÖ. Cäsar wurde von öffentlichen Stellen mehrfach geehrt. Sie war viele Jahre lang steirische Landesvorsitzende des KZ-Verbandes und hielt 2008 eine viel beachtete Rede in der konstituierenden Sitzung des Grazer Gemeinderates:

„Wir erinnern uns auch daran, dass Österreich ausgelöscht worden ist, Österreich wurde nicht mehr als Österreich anerkannt, sondern Österreich wurde zur Ostmark erklärt, ein Teil Deutschlands. […] Ich erinnere aber auch daran, dass es ein anderes Österreich gegeben hat, ein anderes Österreich, das nein dazu gesagt hat, nein zum Nationalsozialismus, ein anderes Österreich, das die Menschen aufgemuntert hat, auch Widerstand zu leisten.“

Maria Cäsar starb kurz vor ihrem 97. Geburtstag am 1. September 2017 in Graz.

## Publikation
- Heimo Halbrainer (Hrsg.): "Ich bin immer schon eine politische Frau gewesen" - Maria Cäsar : Widerstandskämpferin und Zeitzeugin ; eine Würdigung aus Anlass ihres 86. Geburtstages. CLIO, Graz 2006, ISBN 978-3-902542-00-7.
- Maria Cäsar und Heimo Halbrainer (Hrsg.): Die im Dunkeln sieht man doch. Frauen im Widerstand – Verfolgung von Frauen in der Steiermark (= Clio – Verein für Geschichts- und Bildungsarbeit: Historische und gesellschaftspolitische Schriften des Vereins Clio, Band 5), CLIO, Graz 2007, ISBN 978-3-902542-05-2.

## Auszeichnungen
- 1978 Ehrenzeichen für Verdienste um die Befreiung Österreichs
- 1995 Bürgerin der Stadt Graz
- 1999 Goldenes Ehrenzeichen des Landes Steiermark
- 2001 Menschenrechtspreis des Landes Steiermark
- 2011 Frauenpreis der Stadt Graz
- 2014 Großes Ehrenzeichen des Landes Steiermark
- 2017 Platzbenennung in Graz: Maria-Cäsar-Park, Spielpark an der Stelle des Zwangsarbeiterlagers Graz-Liebenau[11]

## Nachweise
1. ↑  Parte pax-requiem.at, abgerufen am 17. September 2017.
2. ↑  Kleine Zeitung: Gegen alle Widerstände, 24. November 2011. Hier zitiert nach der Website der KPÖ Graz.
3. ↑  KPÖ: Steiermark ehrt Maria Cäsar, abgerufen am 28. Jänner 2015.
4. ↑  Austria Presse Agentur: Steirische Widerstandskämpferin Maria Cäsar feiert 90. Geburtstag, hier zitiert nach Der Standard, 13. September 2010.
5. ↑  KPÖ: Maria Cäsar feiert 90. Geburtstag, abgerufen am 28. Jänner 2015.
6. ↑  Stadt Graz:  Kurzbiographie Maria Cäsar (Memento vom 6. September 2017 im Internet Archive), abgerufen am 28. Jänner 2015.
7. ↑  Tagesordnung und Protokoll graz.at, abgerufen am 28. Jänner 2014.
8. ↑  orf.at: Steirische NS-Zeitzeugin Maria Cäsar verstorben. orf.at, 3. September 2017, abgerufen am 6. September 2017. – Mit abweichendem Todesdatum ("Samstag").
9. ↑  Parte der Familie pax-requiem.at, abgerufen am 14. September 2017.
10. ↑  Traueranzeigen > Maria Cäsar Anzeigen von Stadt Graz und Familien, abgerufen am 17. September 2017.
11. ↑  Neubenennung eines Parks in Maria-Cäsar-Park Protokoll Gemeinderatssitzung 16. November 2017, abgerufen am 8. Juni 2017. - Beschluss mehrheitlich, gegen die Stimmen der FPÖ. 2021 wurde das Straßenschild um eine Erläuterungstafel ergänzt.

| Personendaten    | Personendaten                                                       |
| ---------------- | ------------------------------------------------------------------- |
| NAME             | Cäsar, Maria                                                        |
| KURZBESCHREIBUNG | österreichische Widerstandskämpferin, KPÖ-Aktivistin und Zeitzeugin |
| GEBURTSDATUM     | 13. September 1920                                                  |
| GEBURTSORT       | Prevalje, heute Slowenien                                           |
| STERBEDATUM      | 1. September 2017                                                   |
| STERBEORT        | Graz                                                                |